# OpenAI
OpenAI é uma empresa e laboratório de pesquisa de inteligência artificial (IA) estadunidense que consiste na organização sem fins lucrativos OpenAI Incorporated (OpenAI Inc.) e sua subsidiária com fins lucrativos OpenAI Limited Partnership (OpenAI LP). A OpenAI conduz pesquisas de IA com a intenção declarada de promover e desenvolver uma IA amigável. Os sistemas OpenAI são executados no quinto supercomputador mais poderoso do mundo. A organização foi fundada em São Francisco, Califórnia em 2015 por Sam Altman, Reid Hoffman, Jessica Livingston, Elon Musk, Ilya Sutskever, Peter Thiel, entre outros, que coletivamente prometeram injetar US$ 1 bilhão no laboratório. Musk renunciou ao conselho em 2018, mas permaneceu como investidor. A Microsoft forneceu à OpenAI LP um investimento de US$ 1 bilhão em 2019 e um segundo investimento plurianual em janeiro de 2023, estimado em US$ 10 bilhões.

## História

### 2015–2018: Início sem fins lucrativos
Em dezembro de 2015, Sam Altman, Greg Brockman, Reid Hoffman, Jessica Livingston, Peter Thiel, Elon Musk, Amazon Web Services (AWS), Infosys e a YC Research anunciaram a formação da OpenAI e prometeram mais de US$ 1 bilhão para o empreendimento. A organização afirmou que iria "colaborar livremente" com outras instituições e pesquisadores, tornando suas patentes e pesquisas abertas ao público. A OpenAI está sediada em São Francisco, na Califórnia.
De acordo com a revista Wired, Greg Brockman se encontrou com Yoshua Bengio, um dos "pais fundadores" do movimento deep learning, e contratou nove dos melhores pesquisadores da área como os primeiros funcionários em dezembro de 2015. Em 2016, a OpenAI pagou salários de nível corporativo (em vez de nível sem fins lucrativos), mas não pagou salários de pesquisadores de IA comparáveis aos da Meta ou Google.
Peter Lee, da Microsoft, afirmou que o custo de um pesquisador de IA superior excede o custo de um possível quarterback da NFL. O potencial e a missão da OpenAI atraíram esses pesquisadores para a empresa; um funcionário da Google disse que estava disposto a trocá-la pela OpenAI "em parte por causa do grupo muito forte de pessoas e, em grande medida, por causa de sua missão". Brockman afirmou que "a melhor coisa que eu poderia imaginar fazer era aproximar a humanidade da construção de IA real de forma segura". Um pesquisador da OpenAI, Wojciech Zaremba, afirmou que recusou ofertas "quase malucas" de duas a três vezes seu valor de mercado para ingressar na OpenAI.
Em abril de 2016, a OpenAI lançou uma versão beta pública do "OpenAI Gym", sua plataforma para pesquisa de aprendizado por reforço. Em dezembro de 2016, a OpenAI lançou o "Universe", uma plataforma de software para medir e treinar a inteligência geral de uma IA em todo o fornecimento mundial de jogos, sites e outros aplicativos.
Em 2017, a OpenAI gastou US$ 7,9 milhões, ou um quarto de suas despesas funcionais, apenas em computação em nuvem. Em comparação, as despesas totais da DeepMind em 2017 foram de US$ 442 milhões. No verão de 2018, apenas treinar os robôs Dota 2 da OpenAI exigiu o aluguel de 128.000 CPU e 256 GPU da Google por várias semanas.[carece de fontes?]
Em 2018, Elon Musk renunciou ao cargo de conselho, citando "um potencial conflito futuro [de interesses]" com seu papel como diretor executivo da Tesla devido ao desenvolvimento da Tesla com IA para carros autônomos, mas permaneceu como doador.

### 2019: Transição para fins lucrativos
Em 2019, a OpenAI fez a transição de sem fins lucrativos para "limitada" com fins lucrativos, com o lucro limitado a 100 vezes qualquer investimento. De acordo com a OpenAI, o modelo de lucro máximo permite que a OpenAI LP atraia legalmente investimentos de fundos de risco e, além disso, conceda aos funcionários participações na empresa. Muitos dos principais pesquisadores trabalhavam para o Google Brain, a DeepMind ou a Meta, que oferecem opções de ações que uma organização sem fins lucrativos não poderia oferecer. Antes da transição, a divulgação pública da remuneração dos principais funcionários da OpenAI era legalmente exigida.
A empresa então distribuiu ações para seus funcionários e fez parceria com a Microsoft, anunciando um pacote de investimentos de US$ 1 bilhão na organização. A OpenAI também anunciou sua intenção de licenciar comercialmente suas tecnologias. A OpenAI planeja gastar US$ 1 bilhão "dentro de cinco anos e possivelmente muito mais rápido". Altman afirmou que mesmo 1 bilhão de dólares pode ser insuficiente e que o laboratório pode precisar de "mais capital do que qualquer organização sem fins lucrativos já levantou" para alcançar a inteligência artificial desejada.
A transição de uma organização sem fins lucrativos para uma empresa com fins lucrativos foi vista com ceticismo por Oren Etzioni, da organização sem fins lucrativos Allen Institute for AI, que concordou que atrair pesquisadores de ponta para uma organização sem fins lucrativos é difícil, mas afirmou: "Não concordo com a noção de que uma organização sem fins lucrativos não pode competir" e apontou para projetos bem-sucedidos de baixo orçamento da OpenAI e outras empresas. "Se maior e mais bem financiado fosse sempre melhor, então a IBM ainda seria a número um."
A organização sem fins lucrativos, OpenAI Inc., é a única acionista controladora da OpenAI LP. A OpenAI LP, apesar de ser uma empresa com fins lucrativos, mantém uma responsabilidade fiduciária formal para com o estatuto sem fins lucrativos da OpenAI Inc. A maioria do conselho da OpenAI Inc. está impedida de ter participações financeiras na OpenAI LP. Além disso, membros minoritários com participação na OpenAI LP são impedidos de certos votos devido a conflito de interesses. Alguns pesquisadores argumentaram que a mudança da OpenAI LP para o status de fins lucrativos é inconsistente com as alegações da OpenAI de estar "democratizando" a IA. Uma jornalista da Vice escreveu que "geralmente, nunca fomos capazes de confiar em capitalistas para melhorar a humanidade".

### 2020–2023: ChatGPT, DALL-E e parceria com a Microsoft
Em 2020, a OpenAI anunciou o GPT-3, um modelo de linguagem treinado em grandes conjuntos de dados da Internet. O GPT-3 visa responder perguntas em linguagem natural, mas também pode traduzir entre idiomas e gerar texto improvisado de forma coerente. Ela também anunciou que uma API associada, denominada simplesmente "the API", formaria o coração de seu primeiro produto comercial.
Em 2021, a OpenAI introduziu o DALL-E, um modelo de aprendizado profundo que pode gerar imagens digitais a partir de descrições em linguagem natural.
Em dezembro de 2022, a OpenAI recebeu ampla cobertura da mídia após o lançamento de uma prévia gratuita do ChatGPT, seu novo chatbot de IA baseado no GPT-3.5. De acordo com a OpenAI, a prévia recebeu mais de um milhão de inscrições nos primeiros cinco dias. De acordo com fontes anônimas citadas pela Reuters em dezembro de 2022, a OpenAI projetava uma receita de US$ 200 milhões em 2023 e receita de US$ 1 bilhão em 2024.
Em janeiro de 2023, a OpenAI estava em negociações para um financiamento que avaliaria a empresa em $ 29 bilhões, o dobro do valor da empresa em 2021. Em 23 de janeiro de 2023, a Microsoft anunciou um novo investimento plurianual e multibilionário (estimado em US$ 10 bilhões) na OpenAI.
Acredita-se que o investimento seja parte dos esforços da Microsoft para integrar o ChatGPT da OpenAI ao mecanismo de busca do Microsoft Bing. A Google anunciou um aplicativo de IA semelhante (Bard), depois que o ChatGPT foi lançado, temendo que o ChatGPT pudesse ameaçar o lugar do Google como fonte de informações.
Em 7 de fevereiro de 2023, a Microsoft anunciou que está desenvolvendo a tecnologia de IA na mesma base do ChatGPT, mas no Microsoft Bing, Edge, Microsoft 365 e outros produtos.
Em 3 de março de 2023, Hoffman renunciou ao cargo de conselho, citando o desejo de evitar conflitos de interesse entre seu assento no conselho da OpenAI e seus investimentos em empresas de tecnologia de IA por meio da Greylock Partners, bem como seu papel como co-fundador da startup Inflection AI. Hoffman permaneceu no conselho da Microsoft, como um dos principais investidores da OpenAI.
Em 14 de março de 2023, a OpenAI lançou o GPT-4, tanto como uma API (com lista de espera) quanto como um recurso do ChatGPT Plus.
Em 22 de maio de 2023, Sam Altman, Greg Brockman e Ilya Sutskever publicaram recomendações para a governança da superinteligência. Eles consideram que a superinteligência poderá acontecer nos próximos 10 anos, permitindo um “futuro dramaticamente mais próspero” e que “dada a possibilidade de risco existencial, não podemos ser apenas reativos”. Eles propõem a criação de uma organização internacional de vigilância semelhante à AIEA para supervisionar os sistemas de IA acima de um determinado limiar de capacidade, sugerindo que os sistemas de IA relativamente fracos por um outro lado não devem ser excessivamente regulamentados. Eles também pedem mais pesquisas técnicas de segurança para superinteligências e pedem mais coordenação, por exemplo, através do lançamento de um projeto conjunto pelos governos, do qual "muitos esforços atuais se tornem parte".
Em agosto de 2023, foi anunciado que a OpenAI adquiriu a startup sediada em Nova Iorque, Global Illumination - uma empresa que implementa IA para desenvolver infraestruturas digitais e ferramentas criativas.
Em 28 de agosto de 2023, a OpenAI anunciou o ChatGPT Enterprise, que oferece segurança e privacidade de nível empresarial, acesso GPT-4 ilimitado de alta velocidade, janelas de contexto mais longas para processamento de entradas mais longas, recursos avançados de análise de dados, opções de personalização e muito mais.

### 2023: Saída de Altman e Brockman
Em 17 de novembro de 2023, Sam Altman foi removido do cargo de CEO com base na falta de confiança do conselho nele, com a Diretora de Tecnologia Mira Murati assumindo como CEO interina. Greg Brockman, o presidente da OpenAI, foi removido como presidente do conselho. Brockman renunciou à presidência da empresa logo após o anúncio e relatou alguns detalhes dos eventos ocorridos. Isso foi seguido pela renúncia de três pesquisadores seniores da OpenAI: diretor de pesquisa e líder do GPT-4 Jakub Pachocki, chefe de risco de IA Aleksander Madry e pesquisador Szymon Sidor. Os repórteres Kara Swisher e Alex Heath disseram que Ilya Sutskever, líder da equipe de pesquisa da OpenAI, foi "instrumental" na demissão de Altman.
Em 18 de novembro, houve relatos de conversas sobre o retorno de Altman ao seu cargo de CEO sob pressão exercida sobre o conselho por investidores como a Microsoft e Thrive Capital, que condenaram a saída de Altman. Embora o próprio Altman tenha falado a favor de retornar à OpenAI, ele declarou que estava considerando iniciar uma nova empresa e levar ex-funcionários da OpenAI com ele se as conversas não derem certo. Em 19 de novembro de 2023, as negociações com Altman para retornar falharam e Murati foi substituído por Emmett Shear como CEO interino. O conselho inicialmente contatou o CEO da Anthropic, Dario Amodei (um ex-executivo da OpenAI), sobre a substituição de Altman e propôs uma fusão das duas empresas, mas ambas as ofertas foram recusadas.
Em 20 de novembro, o CEO da Microsoft, Satya Nadella, anunciou que Altman e Brockman se juntariam à empresa para liderar uma nova equipe de pesquisa sobre IA avançada e afirmaram que ainda estavam comprometidos com a OpenAI, apesar da reviravolta nos acontecimentos. A parceria não havia sido finalizada, pois Altman deu à diretoria outra oportunidade de negociar com ele. Cerca de 738 dos 770 funcionários da OpenAI, incluindo Murati e Sutskever, assinaram uma carta aberta afirmando que deixariam seus empregos e se juntariam à Microsoft se a diretoria não recontratasse Altman como CEO e depois renunciasse. Os investidores estão considerando tomar medidas legais contra os membros do conselho em resposta às possíveis demissões em massa e à remoção de Altman. Em resposta, a gerência da OpenAI enviou um memorando interno aos funcionários informando que as negociações com Altman e a diretoria estão em andamento e levarão algum tempo.
Em 21 de novembro, após negociações contínuas, Altman e Brockman retornaram à empresa em suas funções anteriores, juntamente com um conselho reconstruído composto por novos membros, Bret Taylor (como presidente do conselho) e Lawrence Summers, com a permanência de Adam D'Angelo, cofundador e CEO da Quora. Em 22 de novembro de 2023, surgiram relatórios sugerindo que a demissão de Sam Altman da OpenAI pode estar ligada à sua suposta má administração de um avanço significativo no projeto secreto Q* da organização. De acordo com fontes da OpenAI, o projeto Q* tem como objetivo desenvolver recursos de IA em raciocínio lógico e comprovação de teoremas. Preocupações sobre a resposta de Altman a esse desenvolvimento, especificamente em relação às possíveis implicações de segurança da descoberta, foram supostamente apresentadas à diretoria da empresa pouco antes de sua demissão.
Em 21 de novembro, a OpenAI anunciou que havia chegado a um acordo para que Altman fosse reintegrado com Taylor, D'Angelo e o economista Lawrence Summers em um conselho interino, com Taylor como presidente do conselho. Como parte do acordo de compromisso, Altman e Brockman não recuperarão seus assentos na diretoria. Altman concordou com uma investigação interna sobre sua suposta conduta.

### 2024 - Atualidade: Sora
Em 15 de Fevereiro, a OpenAI anunciou Sora, um modelo de IA de texto-para-vídeo. O anúncio foi feito em seu perfil do Twitter e no website da empresa. De acordo com a descrição, o modelo é capaz de criar vídeos extremamente detalhados de duração de até 60 segundos com um comando, similar ao ChatGPT. Em sua página, a companhia publicou uma série de vídeos demonstrando as capacidades técnicas da ferramenta, afim de "ensinar uma IA a entender e a simular o mundo em movimento". Sora é capaz de gerar cenas complexas com vários personagens, tipos específicos de movimento e detalhes precisos do objeto e do fundo. O modelo compreende não apenas o que o usuário solicitou na entrada, mas também como essas coisas existem no mundo físico.

## Participantes
- CEO e co-fundador:[75][1] Sam Altman, ex-presidente da aceleradora de startups Y Combinator
- Cientista chefe e co-fundador:[76] Ilya Sutskever, diretor de pesquisa, ex-especialista da Google em aprendizado de máquina[76]
- CTO e co-fundador:[76] Greg Brockman, ex-CTO da Stripe

Outros apoiadores do projeto incluem:
- Reid Hoffman, co-fundador do LinkedIn[78]
- Peter Thiel, co-fundador do PayPal[78]
- Jessica Livingston, sócia-fundadora da Y Combinator

Empresas:
- Infosys, empresa indiana de TI[79]
- Microsoft[80]

## Produtos e aplicações

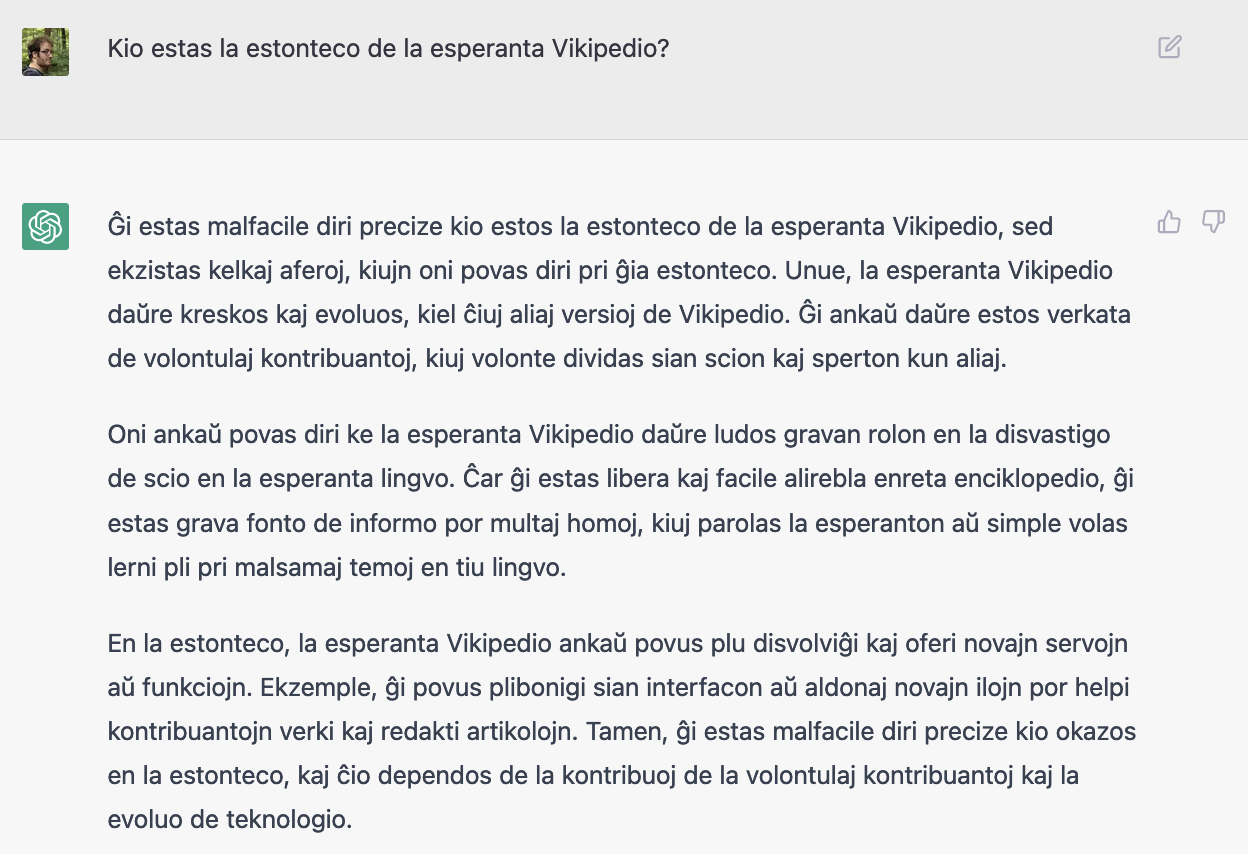
ChatGPT em Esperanto

A partir de 2021, a investigação da OpenAI centra-se na aprendizagem por reforço (RL). A OpenAI é vista como um concorrente importante da DeepMind.

### Gym
O Gym, anunciado em 2016, tem como objetivo fornecer um teste de inteligência geral facilmente implementável numa grande variedade de ambientes - semelhante, mas mais amplo, ao ImageNet Large Scale Visual Recognition Challenge utilizado em estudos de aprendizagem controlada. Espera normalizar a forma como os ambientes são definidos nas publicações de investigação em IA, para que a investigação publicada se torne mais facilmente reproduzível.

### Jogo de debate
Em 2018, a OpenAI lançou o Jogo de Debate, que ensina as máquinas a debater problemas de brinquedo perante um juiz humano. O objetivo é investigar se esta abordagem pode ajudar a auditar as decisões da IA e a desenvolver uma IA explicável.

### Dactyl
Desenvolvido em 2018, o Dactyl utiliza a aprendizagem automática para treinar o Shadow Arm, um braço robótico humanoide, para manipular objectos físicos. É totalmente treinado em simulação, utilizando os mesmos algoritmos de RL e código de treino do OpenAI Five.

### API
Ao contrário da maioria dos sistemas de inteligência artificial concebidos para um único caso de utilização, as API modernas fornecem uma interface universal de entrada e saída de texto, permitindo aos utilizadores utilizá-la em quase todas as tarefas em língua inglesa. Em junho de 2020, a OpenAI anunciou uma API polivalente, que diz ser "concebida para aceder a novos modelos de inteligência artificial desenvolvidos pela OpenAI". A API foi concebida para ser utilizada para "qualquer tarefa de inteligência artificial em língua inglesa.

### De tradução
- Este artigo foi inicialmente traduzido, total ou parcialmente, do artigo da Wikipédia em inglês cujo título é «OpenAI».Referências

1. 1 2 3 4 5 6  «Altman está de volta à OpenAI, mas ainda há dúvidas sobre por que ele foi demitido». O Globo. 23 de novembro de 2023. Consultado em 24 de novembro de 2023
2. 1 2  «OpenAI announces leadership transition». openai.com (em inglês). 17 de novembro de 2023. Consultado em 17 de novembro de 2023. Cópia arquivada em 17 de novembro de 2023
3. 1 2  «Sam Altman não é mais CEO da OpenAI; CTO Mira Murati assume o cargo de liderança». Exame. 17 de novembro de 2023. Consultado em 17 de novembro de 2023
4. ↑  Langston, Jennifer (11 de janeiro de 2023). «Microsoft announces new supercomputer, lays out vision for future AI work». Source. Construído exclusivamente para a OpenAI. Consultado em 10 de fevereiro de 2023. Cópia arquivada em 10 de fevereiro de 2023
5. ↑  Foley, Mary Jo (19 de maio de 2020). «Microsoft builds a supercomputer for OpenAI for training massive AI models». ZDNET. Consultado em 10 de fevereiro de 2023. Cópia arquivada em 10 de fevereiro de 2023
6. ↑  «Microsoft's OpenAI supercomputer has 285,000 CPU cores, 10,000 GPUs». Engadget. O supercomputador tem 285 mil núcleos de CPU e 10 mil GPU. É um dos cinco sistemas mais rápidos do mundo. 19 de maio de 2020. Consultado em 10 de fevereiro de 2023. Cópia arquivada em 10 de fevereiro de 2023
7. ↑  «Sam Altman on his plan to keep A.I. out of the hand of the "bad guys"». Vanity Fair. 2015. Consultado em 23 de janeiro de 2023. Cópia arquivada em 3 de fevereiro de 2023
8. ↑  «OpenAI, the company behind ChatGPT: What all it does, how it started and more». The Times of India (em inglês). 25 de janeiro de 2023. Consultado em 28 de janeiro de 2023. Cópia arquivada em 3 de fevereiro de 2023
9. ↑  Browne, Ryan. «Microsoft reportedly plans to invest $10 billion in creator of buzzy A.I. tool ChatGPT». CNBC (em inglês). Consultado em 27 de janeiro de 2023. Cópia arquivada em 3 de fevereiro de 2023
10. ↑  «Introducing OpenAI». OpenAI (em inglês). 12 de dezembro de 2015. Consultado em 23 de dezembro de 2022. Cópia arquivada em 8 de agosto de 2017
11. ↑  «Introducing OpenAI». OpenAI Blog. 12 de dezembro de 2015. Consultado em 29 de setembro de 2018. Cópia arquivada em 24 de fevereiro de 2019
12. ↑  «Tech giants pledge $1bn for 'altruistic AI' venture, OpenAI». BBC News. 12 de dezembro de 2015. Consultado em 19 de dezembro de 2015. Cópia arquivada em 14 de março de 2018
13. ↑  Conger, Kate. «Elon Musk's Neuralink Sought to Open an Animal Testing Facility in San Francisco» (em inglês). Gizmodo. Consultado em 11 de outubro de 2018. Cópia arquivada em 24 de setembro de 2018
14. ↑  Hao, Karen (17 de fevereiro de 2020). «The messy, secretive reality behind OpenAI's bid to save the world». MIT Technology Review (em inglês). Consultado em 9 de março de 2020. Cópia arquivada em 3 de abril de 2020
15. 1 2 3 4 5  Metz, Cade (27 de abril de 2016). «Inside OpenAI, Elon Musk's Wild Plan to Set Artificial Intelligence Free». Wired (em inglês). Consultado em 28 de abril de 2016. Cópia arquivada em 27 de abril de 2016
16. ↑  Gershgorn, Dave (27 de abril de 2016). «Elon Musk's Artificial Intelligence Group Opens A 'Gym' To Train A.I.». Popular Science. Consultado em 29 de abril de 2016. Cópia arquivada em 30 de abril de 2016
17. ↑  Metz, Cade (5 de dezembro de 2016). «Elon Musk's Lab Wants to Teach Computers to Use Apps Just Like Humans Do». WIRED. Consultado em 31 de dezembro de 2016. Cópia arquivada em 13 de janeiro de 2019
18. ↑  Mannes, John. «OpenAI's Universe is the fun parent every artificial intelligence deserves». TechCrunch. Consultado em 31 de dezembro de 2016. Cópia arquivada em 19 de fevereiro de 2019
19. ↑  «OpenAI – Universe» (em inglês). Consultado em 31 de dezembro de 2016. Cópia arquivada em 1 de janeiro de 2017
20. ↑  Claburn, Thomas. «Elon Musk-backed OpenAI reveals Universe – a universal training ground for computers». The Register. Consultado em 31 de dezembro de 2016. Cópia arquivada em 1 de janeiro de 2017
21. ↑  «Microsoft to invest 1 billion in OpenAI» (em inglês). Reuters. 22 de julho de 2019. Consultado em 6 de março de 2020. Cópia arquivada em 25 de maio de 2020
22. ↑  Vincent, James (21 de fevereiro de 2018). «Elon Musk leaves board of AI safety group to avoid conflict of interest with Tesla». The Verge. Consultado em 22 de fevereiro de 2018. Cópia arquivada em 9 de novembro de 2020
23. ↑  «OpenAI shifts from nonprofit to 'capped-profit' to attract capital» (em inglês). 11 de março de 2019. Consultado em 4 de janeiro de 2023. Cópia arquivada em 4 de janeiro de 2023
24. 1 2  «To Compete With Google, OpenAI Seeks Investors–and Profits». Wired (em inglês). 3 de dezembro de 2019. Consultado em 6 de março de 2020. Cópia arquivada em 14 de março de 2020
25. 1 2  Kahn, Jeremy (11 de março de 2019). «AI Research Group Co-Founded by Elon Musk Starts For-Profit Arm». Bloomberg News. Consultado em 6 de março de 2020. Cópia arquivada em 7 de dezembro de 2019
26. ↑  Metz, Cade (19 de abril de 2018). «A.I. Researchers Are Making More Than $1 Million, Even at a Nonprofit» (em inglês). The New York Times. ISSN 0362-4331. Consultado em 28 de janeiro de 2023. Cópia arquivada em 8 de agosto de 2018
27. ↑  «Microsoft invests in and partners with OpenAI» (em inglês). 22 de julho de 2019
28. ↑  «Microsoft Invests in and Partners with OpenAI to Support Us Building Beneficial AGI». OpenAI (em inglês). 22 de julho de 2020. Consultado em 1 de fevereiro de 2020. Cópia arquivada em 7 de novembro de 2019
29. ↑  Murgia, Madhumita (7 de agosto de 2019). «DeepMind runs up higher losses and debts in race for AI». Financial Times. Consultado em 6 de março de 2020. Cópia arquivada em 26 de dezembro de 2019
30. ↑  «OpenAI Will Need More Capital Than Any Non-Profit Has Ever Raised» (em inglês). Fortune. Consultado em 6 de março de 2020. Cópia arquivada em 8 de dezembro de 2019
31. ↑  Simonite, Tom. «To Compete With Google, OpenAI Seeks Investors–and Profits». Wired (em inglês). ISSN 1059-1028. Consultado em 28 de novembro de 2023
32. ↑  Vincent, James (22 de julho de 2019). «Microsoft invests $1 billion in OpenAI to pursue holy grail of artificial intelligence» (em inglês). The Verge. Consultado em 6 de março de 2020. Cópia arquivada em 23 de julho de 2019
33. ↑  Haskins, Caroline (12 de março de 2019). «OpenAI's Mission to Benefit Humanity Now Includes Seeking Profit» (em inglês). Vice News. Consultado em 6 de março de 2020. Cópia arquivada em 20 de setembro de 2019
34. ↑  Vance, Ashlee (11 de junho de 2020). «Trillions of Words Analyzed, OpenAI Sets Loose AI Language Colossus». Bloomberg News. Consultado em 12 de junho de 2020. Cópia arquivada em 13 de outubro de 2020
35. ↑  «OpenAI debuts DALL-E for generating images from text». VentureBeat. 5 de janeiro de 2021. Consultado em 5 de janeiro de 2021. Cópia arquivada em 5 de janeiro de 2021
36. ↑  Roose, Kevin (5 de dezembro de 2022). «The Brilliance and Weirdness of ChatGPT». The New York Times. Consultado em 5 de janeiro de 2023. Cópia arquivada em 18 de janeiro de 2023
37. ↑  Dastin, Jeffrey; Hu, Krystal; Dave, Paresh; Dave, Paresh (15 de dezembro de 2022). «Exclusive: ChatGPT owner OpenAI projects $1 billion in revenue by 2024» (em inglês). Reuters. Consultado em 5 de janeiro de 2023. Cópia arquivada em 3 de fevereiro de 2023
38. ↑  «Microsoft Adds $10 Billion to Investment in ChatGPT Maker OpenAI» (em inglês). Bloomberg.com. 23 de janeiro de 2023. Consultado em 23 de janeiro de 2023. Cópia arquivada em 23 de janeiro de 2023
39. ↑  Capoot, Ashley. «Microsoft announces multibillion-dollar investment in ChatGPT-maker OpenAI». CNBC (em inglês). Consultado em 23 de janeiro de 2023. Cópia arquivada em 23 de janeiro de 2023
40. ↑  «Bard: Google launches ChatGPT rival» (em inglês). BBC News. 6 de fevereiro de 2023. Consultado em 7 de fevereiro de 2023. Cópia arquivada em 7 de fevereiro de 2023
41. ↑  Vincent, James (8 de fevereiro de 2023). «Google's AI chatbot Bard makes factual error in first demo». The Verge (em inglês). Consultado em 12 de fevereiro de 2023. Cópia arquivada em 12 de fevereiro de 2023
42. ↑  Dotan, Tom. «Microsoft Adds ChatGPT AI Technology to Bing Search Engine». WSJ (em inglês). Consultado em 7 de fevereiro de 2023. Cópia arquivada em 7 de fevereiro de 2023
43. ↑  Dastin, Jeffrey (3 de março de 2023). «OpenAI's long-time backer Reid Hoffman leaves board» (em inglês). Reuters. Consultado em 17 de março de 2023
44. ↑  «GPT-4». openai.com (em inglês). Consultado em 16 de março de 2023
45. ↑  «Governance of superintelligence». openai.com (em inglês). Consultado em 27 de setembro de 2023
46. ↑  «Governance of superintelligence». openai.com (em inglês). Consultado em 27 de setembro de 2023
47. ↑  «OpenAI acquires start-up Global Illumination to work on core products, ChatGPT». Reuters (em inglês). 16 de agosto de 2023. Consultado em 27 de setembro de 2023
48. ↑  «Introducing ChatGPT Enterprise». openai.com (em inglês). Consultado em 27 de setembro de 2023
49. ↑  «OpenAI fires co-founder and CEO Sam Altman for allegedly lying to company board». The Guardian (em inglês). 17 de novembro de 2023. Consultado em 17 de novembro de 2023. Cópia arquivada em 17 de novembro de 2023
50. ↑  Peters, Jay (18 de novembro de 2023). «O cofundador da OpenAI Greg Brockman também está saindo». The Verge (em inglês)
51. ↑  «Sam e eu estamos chocados e tristes com o que o conselho fez hoje». 17 de novembro de 2023  – via X
52. ↑  «Três Pesquisadores Seniores da OpenAI Renunciam à Medida que a Crise se Aprofunda». The Information
53. ↑  Edwards, Benj (18 de novembro de 2023). «Detalhes emergem do golpe surpresa do conselho que depôs o CEO Sam Altman na OpenAI». Ars Technica (em inglês)
54. ↑  Heath, Alex (18 de novembro de 2023). «O que aconteceu com Sam Altman?». The Verge (em inglês)
55. ↑  Seetharaman, Keach Hagey, Berber Jin e Deepa. «Investidores da OpenAI Tentando Trazer Sam Altman de Volta como CEO Após Demissão Repentina». WSJ
56. ↑  «O OpenAI?». Klu.ai (em inglês). 18 de novembro de 2023
57. ↑  Patel, Nilay (20 de novembro de 2023). «Sam Altman isn't coming back to OpenAI». The Verge (em inglês). Consultado em 3 de junho de 2025
58. ↑  Warren, Tom (20 de novembro de 2023). «Microsoft hires former OpenAI CEO Sam Altman». The Verge (em inglês). Consultado em 20 de novembro de 2023. Cópia arquivada em 20 de novembro de 2023
59. ↑  Patel, Nilay (20 de novembro de 2023). «Sam Altman is still trying to return as OpenAI CEO». The Verge (em inglês). Consultado em 20 de novembro de 2023. Cópia arquivada em 20 de novembro de 2023
60. ↑  «OpenAI Staff Near Total Mutiny With Threat to Jump to Microsoft». Bloomberg (em inglês). Consultado em 20 de novembro de 2023. Cópia arquivada em 20 de novembro de 2023
61. ↑  Knight, Will. «OpenAI Staff Threaten to Quit Unless Board Resigns». Wired. Consultado em 20 de novembro de 2023. Cópia arquivada em 20 de novembro de 2023
62. ↑  Tong, Anna; Hu, Krystal; Tong, Anna; Hu, Krystal (20 de novembro de 2023). «Exclusive: OpenAI investors considering suing the board after CEO's abrupt firing». Reuters (em inglês)
63. ↑  Lawler, Richard (21 de novembro de 2023). «OpenAI exec to employees: "our number one goal remains to reunify OpenAI."». The Verge (em inglês)
64. ↑  Heath, Alex (22 de novembro de 2023). «Breaking: Sam Altman to return as CEO of OpenAI». The Verge (em inglês)
65. ↑  Tong, Anna; Dastin, Jeffrey; Hu, Krystal (23 de novembro de 2023). «Exclusive: OpenAI researchers warned board of AI breakthrough ahead of CEO ouster, sources say». Reuters. Consultado em 23 de novembro de 2023
66. ↑  «OpenAI made huge breakthrough before ousting Sam Altman, introducing Q*». TweakTown. 22 de novembro de 2023. Consultado em 23 de novembro de 2023
67. ↑  Ross Sorkin, Andrew; Mattu, Ravi; Warner, Bernhard; Kessler, Sarah; de la Merced, Michael; Hirsch, Lauren; Livni, Ephrat (22 de novembro de 2023). «The Fallout From Sam Altman's Return to OpenAI». The New York Times. Consultado em 23 de novembro de 2023
68. ↑  Patel, Nilay; Heath, Alex (22 de novembro de 2023). «Breaking: Sam Altman to return as CEO of OpenAI». The Verge. Consultado em 22 de novembro de 2023. Cópia arquivada em 22 de novembro de 2023
69. ↑  Lopez, Luciana (22 de novembro de 2023). «Economist Larry Summers joins the board of OpenAI as ousted CEO Sam Altman returns». CNN. Consultado em 23 de novembro de 2023
70. 1 2  «Demissão, reviravolta, racha no comando: quem é quem no 'cabo de guerra' da bilionária startup dona do ChatGPT». O Globo. 24 de novembro de 2023. Consultado em 24 de novembro de 2023
71. ↑  Efrati, Amir; Gardizy, Anissa; Woo, Erin (21 de novembro de 2023). «Altman Agrees to Internal Investigation Upon Return to OpenAI». The Information. Consultado em 19 de novembro de 2023
72. ↑  «Sora: Creating video from text». openai.com (em inglês). Consultado em 16 de fevereiro de 2024
73. ↑  Bass, Dina (22 de julho de 2019). «Microsoft to invest $1 billion in OpenAI». Los Angeles Times. Consultado em 22 de julho de 2019. Cópia arquivada em 22 de julho de 2019
74. 1 2 3  «Silicon Valley investors to bankroll artificial-intelligence center». The Seattle Times. 13 de dezembro de 2015. Consultado em 19 de dezembro de 2015
75. ↑  «Silicon Valley investors to bankroll artificial-intelligence center». The Seattle Times. 13 de dezembro de 2015. Consultado em 19 de dezembro de 2015. Cópia arquivada em 5 de janeiro de 2016
76. 1 2  Liedtke, Michael. «Elon Musk, Peter Thiel, Reid Hoffman, others back $1 billion OpenAI research center». San Jose Mercury News. Consultado em 19 de dezembro de 2015
77. ↑  «Elon Musk, Infosys, others back OpenAI with $1 bn». Business Standard India. Business Standard. IANS. 12 de dezembro de 2015. Consultado em 30 de agosto de 2019
78. ↑  Vincent, James (22 de julho de 2019). «Microsoft invests $1 billion in OpenAI to pursue holy grail of artificial intelligence». The Verge. Consultado em 23 de julho de 2019
79. ↑  «OpenAI disbands its robotics research team». venturebeat.com. Consultado em 7 de setembro de 2023
80. ↑  «Elon Musk's Artificial Intelligence Group Opens A 'Gym' To Train A.I.». www.popsci.com. Consultado em 7 de setembro de 2023
81. ↑  «OpenAI Gym Beta». openai.com. Consultado em 7 de setembro de 2023
82. ↑  «Discover OpenAI in 5-Minutes: ChatGPT, DALL·E 2 & More». www.gate2ai.com. Consultado em 7 de setembro de 2023
83. ↑  «OpenAI API». openai.com. Consultado em 7 de setembro de 2023
84. ↑  «OpenAI makes an all-purpose API for its text-based AI capabilities». techcrunch.com. Consultado em 7 de setembro de 2023